# Муратов, Степан Михайлович
Степа́н Миха́йлович Мура́тов (1885—1957) — русский советский театральный актёр и режиссёр. Народный артист РСФСР (1946). Лауреат Сталинской премии второй степени (1949). Член ВКП(б) с 1944 года.

## Биография
Степан Муратов артистическую деятельность начал в 1907 году, играл в Перми, Одессе, Иркутске, Пензе. С 1930 года Муратов служил в Саратовском театре имени К. Маркса. В Саратовском театре прошла большая часть его сценической деятельности.
Муратов обладал превосходными внешними данными, ярким, вдохновенным темпераментом. Никогда не прибегая к излишнему пафосу, он раскрывал богатство внутреннего мира своих героев, пользуясь скупыми выразительными средствами. Особенно удавались актёру образы мужественных людей, исполненных властной силы. Он играл роли людей из народа, героев Гражданской войны, простых тружеников.
Именем Муратова был назван речной буксир, ходивший по Волге.
Похоронен Степан Муратов на Воскресенском кладбище Саратова (1й участок). Его могила включена в перечень памятников истории и культуры Российской Федерации.

## Роли в театре
- «Враги» М. Горького — Левшин
- «На дне» М. Горького — Сатин
- «Мать» М. Горького — Павел Михайлович Власов
- «Мещане» — Тетерев
- «Хождение по мукам» А. Н. Толстого — матрос Чугай
- «Московский характер» А. В. Софронова. Режиссёр: Алексей Грипич — Фёдор Степанович Гринёв
- «Любовь Яровая» К. А. Тренёва — Роман Кошкин
- «Разлом» Б. А. Лавренёва — Артём Михайлович Годун
- «Огненный мост» Б. С. Ромашова — Хомутов
- «Гибель эскадры» А. Е. Корнейчука — Гайдай
- «Разгром» по А. А. Фадееву — Метелица
- «Поднятая целина» по М. А. Шолохову — Макар Нагульнов
- «За тех, кто в море!» Б. А. Лавренёва — Михаил Михайлович Харитонов
- «Жизнь в цвету» А. П. Довженко — И. В. Мичурин
- «Русские люди» К. М. Симонова — Иван Иванович Глоба
- «Кремлёвские куранты» Н. Ф. Погодина — Антон Иванович Забелин
- «Горячее сердце» А. Н. Островского — Тарас Тарасович Хлынов
- «Горе от ума» А. С. Грибоедова — Сергей Сергеевич Скалозуб
- «Васса Железнова» М. Горького — Прохор
- 1948 — «На всякого мудреца довольно простоты» А. Н. Островского. Режиссёр: Г. И. Сальников — Крутицкий

## Признание и награды
- Заслуженный артист РСФСР (1934)
- Народный артист РСФСР (1 июня 1946)
- Сталинская премия второй степени (1949) — за исполнение ролей Тетерева, Сатина, Чугая, Гринёва в спектаклях «Мещане», «На дне» М. Горького, «Хождение по мукам» А. Н. Толстого, «Московский характер» А. В. Софронова.[3]
- Орден Трудового Красного Знамени (16.08.1954)